# Aeródromo Villa Portales
El Aeródromo Villa Portales (OACI: SCQY) es un terminal aéreo ubicado a 1 kilómetro al este de Lonquimay, Provincia de Malleco, Región de la Araucanía, Chile. Este aeródromo es de carácter público.